# Bundestagswahlkreis Dresden I
Der Bundestagswahlkreis Dresden I (Wahlkreis 158; bis zur Bundestagswahl 2021 Wahlkreis 159) ist ein Wahlkreis in Sachsen. Er umfasst die Stadtbezirke Altstadt, Blasewitz, Leuben, Plauen und Prohlis der kreisfreien Stadt Dresden.

## Wahlkreisgeschichte
| Wahl      | Wahlkreisname | Gebiet                                                                       |
| --------- | ------------- | ---------------------------------------------------------------------------- |
| 1990–1998 | 318 Dresden I | von Dresden die ehemaligen Stadtbezirke Ost und Süd                          |
| 2002–2009 | 160 Dresden I | von Dresden die Stadtbezirke Altstadt, Blasewitz, Leuben, Plauen und Prohlis |
| 2013–2021 | 159 Dresden I | von Dresden die Stadtbezirke Altstadt, Blasewitz, Leuben, Plauen und Prohlis |
| 2025–     | 158 Dresden I | von Dresden die Stadtbezirke Altstadt, Blasewitz, Leuben, Plauen und Prohlis |

## Wahlkreisabgeordnete
| Wahl | Abgeordneter | Abgeordneter     | Partei | Stimmen in % |
| ---- | ------------ | ---------------- | ------ | ------------ |
| 1990 |              | Hans Geisler     | CDU    | 48,9         |
| 1994 |              | Christa Reichard | CDU    | 47,7         |
| 1998 | 38,2         | Christa Reichard | CDU    |              |
| 2002 | 33,8         | Christa Reichard | CDU    |              |
| 2005 |              | Andreas Lämmel   | CDU    | 37,0         |
| 2009 | 36,6         | Andreas Lämmel   | CDU    |              |
| 2013 | 42,6         | Andreas Lämmel   | CDU    |              |
| 2017 | 24,5         | Andreas Lämmel   | CDU    |              |
| 2021 |              | Markus Reichel   | CDU    | 21,1         |
| 2025 |              | Thomas Ladzinski | AfD    | 29,4         |

## Wahlergebnisse

### Bundestagswahl 2025
| Kandidaten                                             | Kandidaten                    | Parteien/Listen       | Erststimmen | Erststimmen | Zweitstimmen | Zweitstimmen |
| Kandidaten                                             | Kandidaten                    | Parteien/Listen       | Stimmen     | %           | Stimmen      | %            |
| ------------------------------------------------------ | ----------------------------- | --------------------- | ----------- | ----------- | ------------ | ------------ |
|                                                        | Rasha Nasr                    | SPD                   | 21.457      | 11,7        | 18.241       | 9,9          |
|                                                        | Markus Reichel                | CDU                   | 50.040      | 27,3        | 36.585       | 19,9         |
|                                                        | Kassem Taher Saleh            | Bündnis 90/Die Grünen | 19.899      | 10,9        | 22.545       | 12,2         |
|                                                        | Torsten Herbst                | FDP                   | 6.229       | 3,4         | 7.082        | 3,8          |
|                                                        | Thomas Ladzinskigewählt im WK | AfD                   | 53.853      | 29,4        | 50.386       | 27,4         |
|                                                        | Funda Römer                   | Die Linke             | 26.085      | 14,2        | 25.445       | 13,8         |
|                                                        | –                             | Freie Wähler          | –           | –           | 1.508        | 0,8          |
|                                                        | –                             | Tierschutzpartei      | –           | –           | 1.960        | 1,1          |
|                                                        | –                             | Die PARTEI            | –           | –           | 1.130        | 0,6          |
|                                                        | –                             | Piraten               | –           | –           | 451          | 0,2          |
|                                                        | Terence Koch                  | Volt                  | 3.482       | 1,9         | 2.269        | 1,2          |
|                                                        | –                             | PdH                   | –           | –           | 234          | 0,1          |
|                                                        | –                             | MLPD                  | –           | –           | 87           | 0,0          |
|                                                        | Frank Anton                   | Bündnis Deutschland   | 2.020       | 1,1         | 679          | 0,4          |
|                                                        | –                             | BSW                   | –           | –           | 15.474       | 8,4          |
| Gesamt                                                 | Gesamt                        | Gesamt                | 183.065     | 100         | 184.076      | 100          |
|                                                        |                               |                       |             |             |              |              |
| Ungültige Stimmen                                      | Ungültige Stimmen             | Ungültige Stimmen     | 1.857       | 1,0         | 846          | 0,5          |
| Wähler                                                 | Wähler                        | Wähler                | 184.922     | 82,1        | 184.922      | 82,1         |
| Wahlberechtigte                                        | Wahlberechtigte               | Wahlberechtigte       | 225.103     |             | 225.103      |              |
|                                                        |                               |                       |             |             |              |              |
| Quellen: Die Bundeswahlleiterin, Kandidaten – Ergebnis |                               |                       |             |             |              |              |

### Bundestagswahl 2021
| Direktkandidat       | Partei               | Erststimmen in % | Zweitstimmen in % |
| -------------------- | -------------------- | ---------------- | ----------------- |
| Jens Maier           | AfD                  | 18,8             | 17,9              |
| Markus Reichel       | CDU                  | 21,1             | 15,4              |
| Katja Kipping        | Linke                | 18,9             | 10,5              |
| Rasha Nasr           | SPD                  | 14,6             | 19,0              |
| Torsten Herbst       | FDP                  | 10,4             | 12,2              |
| Kassem Taher Saleh   | Grüne                | 9,5              | 15,2              |
| -                    | Tierschutzpartei     | -                | 1,7               |
| Robert Küttner       | Die PARTEI           | 2,1              | 1,4               |
| -                    | NPD                  | -                | 0,2               |
| -                    | FREIE WÄHLER         | -                | 1,7               |
| Stephanie Henkel     | PIRATEN              | 1,1              | 0,7               |
| Markus Peter Taubert | ÖDP                  | 0,6              | 0,4               |
| -                    | V-Partei3            | -                | 0,1               |
| Andrea Ebert         | MLPD                 | 0,1              | 0,1               |
| Constanze Grottker   | dieBasis             | 1,4              | 1,5               |
| Janko Vieweg         | Bündnis C            | 0,3              | 0,2               |
| -                    | III. Weg             | -                | 0,1               |
| -                    | DKP                  | -                | 0,1               |
| Robert Ritter        | Humanisten           | 0,4              | 0,3               |
| -                    | Gesundheitsforschung | -                | 0,5               |
| -                    | Team Todenhöfer      | -                | 0,4               |
| -                    | Volt                 | -                | 0,5               |
| Marcus Fuchs         | Einzelbewerber       | 0,4              | -                 |
| Lothar Häupl         | Einzelbewerber       | 0,3              | -                 |

Vorläufiges Ergebnis.

### Bundestagswahl 2017
| Direktkandidat      | Partei                | Erststimmen in % | Zweitstimmen in % |
| ------------------- | --------------------- | ---------------- | ----------------- |
| Andreas Lämmel      | CDU                   | 24,5             | 24,3              |
| Jens Maier          | AfD                   | 22,4             | 23,1              |
| Katja Kipping       | Die Linke             | 21,0             | 17,2              |
| Christian Avenarius | SPD                   | 13,2             | 10,6              |
| Robert Malorny      | FDP                   | 7,5              | 10,3              |
| Thomas Löser        | Bündnis 90/Die Grünen | 6,5              | 7,7               |
| Sören Tobias Hinze  | Die PARTEI            | 2,0              | 1,7               |
| –                   | Tierschutzpartei      | –                | 1,2               |
| –                   | Freie Wähler          | –                | 0,8               |
| Dietmar Grahl       | NPD                   | 0,6              | 0,7               |
| Jörg Smuda          | Piraten               | 1,0              | 0,7               |
| Joachim Guzy        | ÖDP                   | 0,8              | 0,6               |
| –                   | BGE                   | –                | 0,4               |
| –                   | DiB                   | –                | 0,4               |
| –                   | V-Partei³             | –                | 0,2               |
| Michael Gründler    | BüSo                  | 0,4              | 0,2               |
| –                   | MLPD                  | –                | 0,1               |

Vorläufiges Ergebnis. Lämmel wurde mit 24,6 % der Erststimmen gemäß Endergebnis dem geringsten Erststimmen-Prozentsatz aller Direktmandatäre der CDU bundesweit gewählt.

### Bundestagswahl 2013
| Direktkandidat      | Partei                | Erststimmen in % | Zweitstimmen in % |
| ------------------- | --------------------- | ---------------- | ----------------- |
| Andreas Lämmel      | CDU                   | 42,6             | 39,8              |
| Ines Vogel          | SPD                   | 14,9             | 15,4              |
| Katja Kipping       | Die Linke             | 25,0             | 19,0              |
| Johannes Lohmeyer   | FDP                   | 1,9              | 3,1               |
| Ulrike Bürgel       | Bündnis 90/Die Grünen | 6,1              | 7,9               |
| Frank Hartmut Krien | NPD                   | 3,1              | 2,3               |
| Michael Gründler    | BüSo                  | 0,7              | 0,3               |
| –                   | AfD                   | –                | 6,9               |
| –                   | MLPD                  | –                | 0,1               |
| Joachim Guzy        | Freie Wähler          | 2,5              | 1,4               |
| Sebastian Harmel    | Piraten               | 3,1              | 3,6               |
| –                   | pro Deutschland       | –                | 0,2               |
| Werner Klawun       | Einzelbewerber        | 0,2              | –                 |

### Bundestagswahl 2009
| Direktkandidat      | Partei                | Erststimmen in % | Zweitstimmen in % | Bundestagswahl 2005 Zweitstimmen in % |
| ------------------- | --------------------- | ---------------- | ----------------- | ------------------------------------- |
| Andreas Lämmel      | CDU                   | 36,6             | 34,3              | 24,4                                  |
| Marlies Volkmer     | SPD                   | 16,7             | 15,7              | 27,9                                  |
| Katja Kipping       | Die Linke             | 24,0             | 22,0              | 19,7                                  |
| Johannes Lohmeyer   | FDP                   | 9,5              | 13,2              | 16,6                                  |
| Dietrich Herrmann   | Bündnis 90/Die Grünen | 8,8              | 10,9              | 7,1                                   |
| Brigitte Lauterbach | NPD                   | 2,5              | 2,6               | 2,6                                   |
| Marcus Kührt        | BüSo                  | 1,0              | 1,0               | 0,4                                   |
| –                   | REP                   | –                | 0,2               | 0,1                                   |
| –                   | MLPD                  | –                | 0,2               | 0,1                                   |
| Gotthard Häupl      | Einzelbewerber        | 0,4              | –                 | –                                     |
| Hartmut Richter     | Einzelbewerber        | 0,5              | –                 | –                                     |

### Bundestagswahl 2005
| Direktkandidat        | Partei                | Erststimmen in % | Zweitstimmen in % | Bundestagswahl 2002 Zweitstimmen in % |
| --------------------- | --------------------- | ---------------- | ----------------- | ------------------------------------- |
| Andreas Lämmel        | CDU                   | 37,0             | 24,4              | 30,5                                  |
| Marlies Volkmer       | SPD                   | 32,1             | 27,9              | 32,9                                  |
| Katja Kipping         | Die Linke             | 19,2             | 19,7              | 17,7                                  |
| Peggy Bellmann        | FDP                   | 4,7              | 16,6              | 7,0                                   |
| Stephan Kühn          | Bündnis 90/Die Grünen | 3,9              | 7,1               | 7,9                                   |
| Franz Schönhuber      | NPD                   | 2,4              | 2,6               | 0,8                                   |
| Katarzyna Kruczkowski | BüSo                  | 0,6              | 0,4               | 0,3                                   |
| –                     | REP                   | –                | 0,1               | 0,7                                   |
| –                     | MLPD                  | –                | 0,1               |                                       |
| –                     |                       |                  |                   |                                       |

Der Wahlkreis wurde bei der Bundestagswahl 2005 bundesweit bekannt, als die Bürger nach dem Tod der NPD-Direktkandidatin Kerstin Lorenz nicht wie im restlichen Bundesgebiet am 18. September 2005 wählen konnten, sondern erst in einer Nachwahl am 2. Oktober 2005.